# The Stray
The Stray (bra: Uma Aventura e Tanto) é um filme de drama familiar estadunidense dirigido por Mitch Davis e escrito por Mitch e Parker Davis. É estrelado por Michael Cassidy e Sarah Lancaster. Foi lançado em 6 de outubro de 2017.

## Sinopse
A família Davis está completamente desestruturada quando de repente um cão sem dono surge na vida da família e consegue restaurar o casamento do casal, consertar uma relação pai-filho em deterioração, iluminar a vida de um menino de nove anos e salvar uma criança muito pequena.

## Elenco
- Michael Cassidy como Mitch Davis.
- Sarah Lancaster como Michelle Davis.
- Connor Corum como Christian Davis.[5]
- Jacque Gray como Misty Davis.
- Enoch Ellis como Clark LaCouture.

## Recepção
The Stray recebeu críticas mistas a negativas da crítica e do público. No site do Rotten Tomatoes, o filme obteve 40% de aprovação, com base em 9 resenhas, com uma avaliação de 5,1/10, enquanto do público teve uma aprovação de 69%, com base em mais de 500 votos, com uma avaliação de 3,7/5.